# Francisco Avendaño
Francisco Avendaño (Tamaulipas, 14 de junho de 1958) é um ator mexicano muito conhecido em seu país.

## Trabalhos na Tv

### Telenovelas
- Sin tu mirada (2017-2018) - Dr. Fernando Muñoz de Baena
- Un camino hacia el destino (2016) - Dr. Espinoza
- El hotel de los secretos (2016) - Juiz Fausto Barreda
- Lo imperdonable (2015) - Aldo
- Qué pobres tan ricos (2013-2014) - Promotor
- Mentir para vivir (2013) - Veterinário
- Por ella soy Eva (2012) - Médico
- Cuando me enamoro (2010) - Raimundo Estrada
- Los exitosos Pérez (2009) - Ricardo
- Las tontas no van al cielo (2008) - Eugênio
- Amar sin límites (2006) - Benjamín
- Duelo de pasiones (2006) - Hernán
- Rebelde (2004-2006) - Gustavo Ruiz Palacios
- Corazones al límite (2004) - Ulises Arellano
- Clase 406 (2003) - Don Humberto
- Las vías del amor (2002) - Javier Loyola Jr.
- Cómplices al rescate (2002) - Martín
- Ramona (2000) - Billy
- Mi destino eres tú (2000) - Gustavo Becker
- Carita de ángel (2000) - Dr. Andrés Urquiza
- Infierno en el paraíso (1999) - Genaro
- Tres mujeres (1999) - Dr. Alberto Valero
- El privilegio de amar (1998) - Dr. Jaime D'Ávila
- El día que me quieras (1994) - Alejandro
- Sueño de amor (1993) - Mario
- Balada por un amor (1990) - Giullio / Luigi
- El cristal empañado(1987) - Arturo
- El sinvergüenza (1984)
- El amor nunca muere (1984) - Ricardo
- Angélica (1982) - Mario
- En busca del paraiso (1982) - Carlos
- Aprendiendo a amar (1979) - León

### Séries
- Mujeres Asesinas 2 (2009) - Fernando Oropeza
- Terminales (2008) - Arturo Magallanes
- La rosa de Guadalupe (2008)  - Jaime
- Amar a Morir (2007) - Francisco Corcuera
- Objetos perdidos (2007) - Doutor Alberto
- Mujer, casos de la vida real